# Monarcha castaneiventris
El monarca ventricastaño (Monarcha castaneiventris) es una especie de ave paseriforme de la familia Monarchidae endémica del norte y noreste de las islas Salomón.
En el 2009, un estudio indicó que un cambio genético en algunos miembros de esta especie había hecho que su coloración y cantos fueran distintos de los de otros miembros de la especie. Debido a ello los miembros de un grupo no reconocían a los miembros del otro grupo, por lo que los dos grupos se aislaban entre sí en cuanto a su reproducción. Se cree que con el transcurso del tiempo, ello puede conducir a la creación de una nueva especie, y que ello es un ejemplo de evolución biológica.